# Stephanomia amphytridis
Stephanomia amphytridis is een hydroïdpoliep uit de familie Agalmatidae. De poliep komt uit het geslacht Stephanomia. Stephanomia amphytridis werd in 1807 voor het eerst wetenschappelijk beschreven door Lesueur & Petit. 